# ドン・ギリス
ドン・ギリス（Don Gillis、1912年6月17日 - 1978年1月10日）は、アメリカ合衆国の作曲家、指揮者、教育家。
本名はドナルド・ユージーン・ギリス（Donald Eugene Gillis）。ミズーリ州キャメロンに生まれ、テキサス州フォートワースに移住。テキサスクリスチャン大学に入学し、大学のバンドでトロンボーンと指揮者の助手を務めた。1935年に卒業後、北テキサス大学に入り、1943年に修士の称号を得た。
WABPラジオのディレクターとなったが、のちにNational Broadcasting Company（NBC）に移り、アルトゥーロ・トスカニーニのNBC交響楽団のプロデューサーとなった。南部のいくつかの学術機関で教職につくとともに、シンフォニー・オブ・ジ・エアの創立を助けた。サウスカロライナ州コロンビアで死去。
多作家で、作品には10の交響曲、「フロンティアの町の肖像」、ハープとオーケストラのための狂詩曲、6つの弦楽四重奏曲がある。しかし一番知られているのはユーモアにあふれた交響曲第5 1/2番である。

## 文献
- The Unfinished Symphony Conductor.  Pemberton Press (1967).  A satirical conducting manual.
- The Art of Media Instruction.  Crescendo Book Publications (1973).